# Gaula (Santa Cruz)
Gaula est une freguesia portugaise située dans la ville de Santa Cruz, dans la région autonome de Madère.
Avec une superficie de 7,07 km2 et une population de 3 092 habitants (2001), la paroisse possède une densité de 437,3 hab/km2.